# Lão Hà Khẩu
Lão Hà Khẩu (chữ Hán giản thể:老河口市) là một thành phố cấp huyện thuộc địa cấp thị Tương Dương, tỉnh Hồ Bắc, Cộng hòa Nhân dân Trung Hoa. Thành phố này nằm ở bờ đông trung lưu của Hán Thủy, có diện tích 1032 ki-lô-mét vuông, trong đó diện tích đô thị là 27 km². Dân số năm 2002 là 490.000 người. Mã số bưu chính là 441800, mã vùng điện thoại là 0710. Về mặt hành chính, thành phố này được chia thành 5 nhai đạo, 8 trấn, 2 hương.